# Alison Cerutti
Alison Conte Cerutti (* 7. Dezember 1985 in Vitória, Espírito Santo) ist ein brasilianischer Beachvolleyballspieler. Er wurde 2011 und 2015 Weltmeister. 2016 gewann er die olympische Goldmedaille, nachdem er vier Jahre zuvor das Finale verloren hatte.

## Karriere
Alison spielte zunächst Volleyball in der Halle, bevor er im Alter von 16 Jahren als Trainingspartner von José Loiola zum Beachvolleyball kam. Zu Beginn fühlte er sich selbst schwerfällig und erhielt nach einer Figur aus dem Film Ice Age den Spitznamen „Mammut“. Im Oktober 2006 spielte seine ersten Turniere auf der FIVB World Tour mit Harley Marques. Nachdem das Duo in Vitória noch in der „Country Quota“ unterlegen war, gab es bei den Acapulco Open einen neunten Platz. Mit Bernardo Romano wurde Alison 2007 Dritter beim Challenger-Turnier in Zypern und erreichte in Åland das Hauptfeld. Dies gelang Alison/Romano im folgenden Jahr in Stare Jabłonki. Anschließend gewannen sie nacheinander die Challenger-Turniere in Brünn und Pärnu sowie das Satellite-Turnier in Lausanne. Beim Grand Slam in Gstaad spielte Alison mit Emanuel Rego und wurde Dritter. Mit Bernardo Romano wurde er Neunter in Guarujá. Die letzten beiden Turniere des Jahres absolvierte er mit Pedro Cunha. Nach einem fünften Platz in Dubai gewannen Alison/Pedro die Manama Open gegen die Franzosen Andy und Kevin Cès.
2009 spielte Alison wieder mit Harley Marques. Beim ersten Turnier in Brasília erreichten Alison/Harley gleich das Finale, das sie gegen Emanuel/Ricardo verloren. Im Endspiel von Shanghai kam es zum nächsten brasilianischen Duell im Endspiel, das sie gegen Cunha/Solberg gewannen. Nach einem dritten Rang in Rom gelang ihnen in Mysłowice gegen das US-Duo Matthew Fuerbringer/Jennings der nächste Turniersieg. Bei der WM in Stavanger erreichten sie ohne Satzverlust das Viertelfinale; mit zwei Tiebreak-Siegen gegen Fuerbringer/Jennings und das deutsche Duo Klemperer/Koreng qualifizierten sie sich für das Finale, in dem sie den Deutschen Brink/Reckermann unterlagen. Im weiteren Verlauf der World Tour blieben Alison/Harley bei allen Turnieren in den Top Ten. Ein weiteres Endspiel erreichten sie beim Grand Slam in Klagenfurt gegen Dalhausser/Rogers. Sie schlossen die Serie als World Tour Champion ab.
2010 spielte Alison ein Duo mit Emanuel Rego. Bei den ersten drei Turnieren der World Tour 2010 kam es jeweils zum Duell mit Rogers/Dalhausser. In Brasília und Rom unterlagen die Brasilianer jeweils im Finale, in Shanghai besiegten sie die Amerikaner im Spiel um den dritten Platz. Nach einem vierten Rang in Mysłowice und einem neunten Platz in Moskau verloren Alison/Emanuel auch das Endspiel von Prag gegen Rogers/Dalhausser. In Gstaad verpassten sie zum einzigen Mal in ihrer gemeinsamen Karriere die Top Ten eines FIVB-Turniers. Danach wurden sie Dritte in Klagenfurt und Kristiansand sowie Fünfte in Stare Jabłonki. Beim ersten Turnier der World Tour 2011 mussten sie sich im Finale erneut Rogers/Dalhausser geschlagen geben. Bei den Prag Open gelang ihnen dann die Revanche und in Peking gewannen sie den Grand Slam im Endspiel gegen Brink/Reckermann. Bei der WM in Rom kamen sie ungeschlagen ins Halbfinale, in dem sie sich gegen die deutschen Titelverteidiger durchsetzten; anschließend gewannen sie auch das Finale gegen Márcio Araújo und Ricardo Santos. Nach einem fünften Platz in Stavanger setzten die neuen Weltmeister ihre Erfolgsserie mit Turniersiegen in Gstaad (gegen Rogers/Dalhausser) und Moskau (gegen die Schweizer Bellaguarda/Heuscher) fort. Dritte Plätze gab es anschließend in Stare Jabłonki und Åland. Alison/Emanuel wurden World Tour Champion und „Team of the Year“ der FIVB. Alison erhielt außerdem Auszeichnungen als Best Blocker, Best Hitter und Best Offensive Player. Im Oktober gewannen Alison/Emanuel im Finale gegen die Venzolaner Hernandez/Mussa die Goldmedaille bei den Panamerikanischen Spielen in Guadalajara.

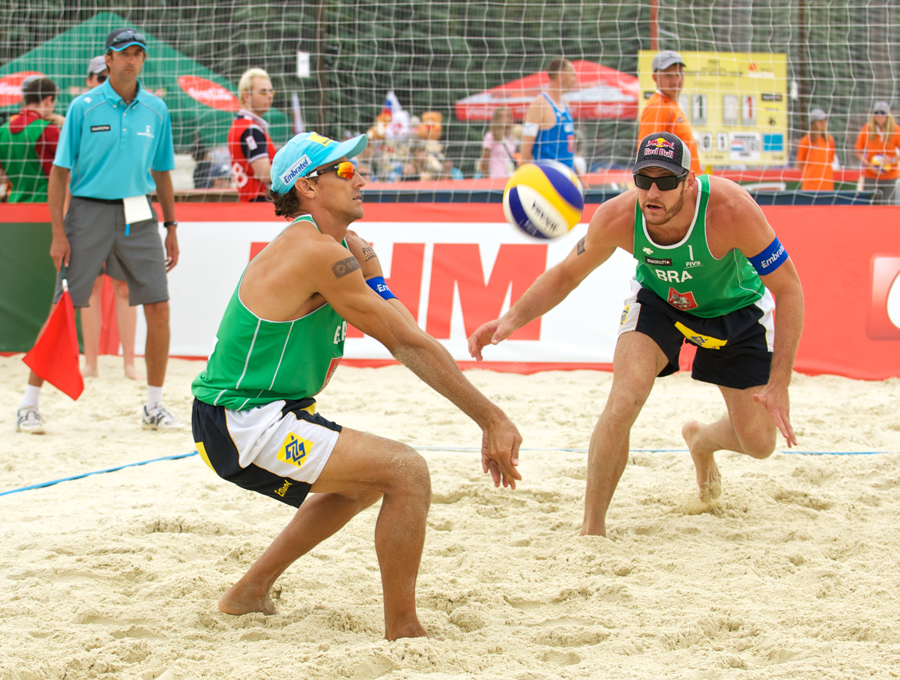
Alison (rechts) beim Grand Slam in Moskau 2012

Zu Beginn der World Tour 2012 wurden sie Siebte in Brasília, Fünfte in Shanghai und Dritte in Peking. In Prag verloren sie das Finale gegen Pedro Cunha und Ricardo Santos. Das Endspiel von Moskau gewannen sie anschließend gegen die Niederländer Nummerdor/Schuil. In Rom und Gstaad mussten sie sich jeweils dem US-Duo Gibb/Rosenthal geschlagen geben, bevor sie sich in Berlin gegen den gleichen Gegner durchsetzen konnten. Bei den Olympischen Spielen in London, für die sie sich als bestes Team der Olympiarangliste qualifiziert hatten, kamen sie ungeschlagen ins Endspiel. Dort unterlagen sie im Tiebreak den Deutschen Brink/Reckermann und gewannen somit die Silbermedaille. Mit einem fünften Platz beim Grand Slam in Stare Jabłonki beendeten sie die Saison. Auf der World Tour 2013 wurden sie nach einem neunten Rang in Corrientes Fünfter in Den Haag und Vierter in Rom. Bei der WM in Stare Jabłonki gelangten Alison/Emanuel nach sechs Siegen in Folge ins Halbfinale, in dem sie sich ihren Landsleuten Ricardo/Filho geschlagen geben mussten. Das Spiel um den dritten Platz verloren sie gegen die Deutschen Erdmann/Matysik. Danach erreichten sie noch zwei fünfte und zwei neunte Plätze. Der Grand Slam in São Paulo war ihr letztes gemeinsames FIVB-Turnier. Mit Vitor Gonçalves Felipe absolvierte Alison bereits den Grand Slam in Moskau, bevor das Interimsduo den Grand Slam in Xiamen gewann und in Durban den neunten Rang belegte.
2014 bildete Alison ein neues Duo mit Bruno Oscar Schmidt, das im März die Südamerikaspiele in Santiago de Chile gewann und bei den FuzhouOpen gleich ins Finale gegen die Italiener Nicolai/Lupo kam. Außer in Shanghai kamen Alison/Bruno auf der World Tour 2014 immer in die Top Ten. Sie wurden unter anderem Dritter in Berlin und unterlagen in Gstaad erst im Finale gegen Dalhausser/Rosenthal. Im Endspiel des Grand Slam in Klagenfurt gelang ihnen die Revanche gegen Nicolai/Lupo. Die Saison 2015 begann für sie mit einem vierten Platz in Moskau. Nach dem 17. Rang beim Poreč Major wurden sie zweimal Neunte. Bei der WM in den Niederlanden gaben sie bis zum Finale nur einen Satz ab. Das Endspiel gewannen sie in drei Sätzen gegen die Niederländer Nummerdor/Varenhorst. Alison wurde damit zum zweiten Mal Weltmeister. Anschließend gewannen Alison/Bruno nacheinander das Gstaad Major sowie die Grand Slams in Yokohama, Long Beach und Olsztyn. Auch das World Tour Final entschieden sie mit einem Sieg gegen Dalhausser/Lucena für sich. Damit wurden sie World Tour Champion und erhielten außerdem die Auszeichnung als „Team of the Year“.
Zu Beginn der Saison 2016 gewannen Alison/Bruno nach einem fünften Rang in Rio de Janeiro die Vitória Open im Finale gegen Nicolai/Lupo. Die Endspiele der Grand Slams in Moskau und Olsztyn verloren sie gegen Nummerdor/Varenhorst und die Letten Samoilovs/Šmēdiņš. Der nächste Turniersieg gelang ihnen in Poreč gegen das österreichische Duo Doppler/Horst. Als Weltmeister waren sie für die Olympischen Spiele in Rio gesetzt. Dort wurden sie trotz einer Niederlage gegen Doppler/Horst Gruppensieger. Mit Siegen gegen Herrera/Gavira, Dalhausser/Lucena und die Niederländer Brouwer/Robert Meeuwsen kamen sie ins Endspiel, das sie mit 2:0 gegen Nicolai/Lupo gewannen. Zum Saisonabschluss konnten Alison/Bruno in Toronto ihren Vorjahressieg beim World Tour Final wiederholen. Bei der WM 2017 in Wien landeten die Brasilianer lediglich auf Platz neun. Nachdem auch auf der World Tour die bisherigen großen Erfolge ausblieben, trennten sich Alison und Bruno im Mai 2018. Anschließend spielte Alison an der Seite von André Loyola Stein und seit April 2019 mit Álvaro Morais Filho. Beim olympischen Beachvolleyballturnier 2021 in Tokio erreichten Alison und Álvaro Filho als Vorrundengruppensieger das Achtelfinale, in dem sie gegen die Mexikaner Gaxiola/Rubio gewannen. Im Viertelfinale schieden sie gegen die Letten Pļaviņš/Točs aus.
Von Oktober 2021 bis zu den Welttitelkämpfen im Juni 2022 war Gustavo Albrecht Carvalhaes („Guto“) Alisons Partner. Bei ihrem ersten gemeinsamen Auftritt, dem vier Sterne Event in Itapema gelangten die beiden Brasilianer bis ins Achtelfinale. Dasselbe Ergebnis erzielten sie bei den ersten drei Elite16-Turnieren 2022, die seit diesem Jahr das höchste Level der FIVB Tour bilden. Sowohl in Rosarito, Ostrava und Jurmala als auch bei der WM in Rom erreichten Alison/Guto Platz fünf.
Im April 2023 hatte Alison mit Oscar Brandão seine letzten Auftritte auf der World Pro Tour bei zwei Challenges in seinem Heimatland. Seitdem spielt er auf der US-amerikanischen AVP Tour, 2023 mit Billy Allen und 2024 mit Evan Cory.